# El Caño (Panama)
Pour les articles homonymes, voir El Caño.
El Caño est un corregimiento situé dans le district de Natá, province de Coclé, au Panama . En 2010, la localité comptait 3 351 habitants.